# Josephine Sophia White Griffing
Josephine Sophia White Griffing, nata Josephine White (Hebron, 18 dicembre 1814 – Washington, 18 febbraio 1872), è stata un'attivista contro la schiavitù, per i diritti delle donne a Litchfield, Ohio. ed una riformista sociale statunitense; a loro casa era una fermata della Underground Railroad e lei lavorava come docente per la American Antislavery Society e la Ohio Women's Rights Association. Alla fine della guerra civile americana si trasferì a Washington per aiutare a lavorare con i liberti disoccupati. Gran parte del suo lavoro fu svolto tramite il Freedmen's Bureau, dove lavorò come assistente del vice commissario e come agente. La Griffing era anche attiva in diverse organizzazioni per i diritti delle donne, inclusa la National American Woman Suffrage Association..

## Primi anni di vita
Josephine White nacque a Hebron, nel Connecticut, il 18 dicembre 1814, da una famiglia importante. Suo padre, Joseph White Jr, era un rappresentante della legislatura statale del Connecticut. La madre, Sophia Waldo, era la sorella del ritrattista Samuel Lovett Waldo, ma morì un anno dopo la sua nascita, nel 1815. Dopo la morte della madre, il padre sposò Mary Waldo, sorella di Sophia Waldo. Nonostante la relativa fama della sua famiglia, poco si sa della sua infanzia nel Connecticut.
Il 16 settembre 1835, all'età di vent'anni, Josephine sposò Charles Stockman Spooner Griffing a Stafford, nel Connecticut. Nel 1842 la coppia si trasferì a Litchfield, in Ohio, dove ebbe cinque figlie. Tre dei loro figli sopravvissero all'età adulta, tra cui Emma, Helen e Josephine Cora.

## Movimento abolizionista
Mentre viveva a Litchfield, la famiglia della Griffing si impegnò in alcune organizzazioni radicali che stavano prosperando nella Western Reserve dell'Ohio. Nel 1849, sia Charles che Josephine erano membri attivi della Western Anti-Slavery Society e nel 1851 erano agenti itineranti che predicavano “nessuna unione con gli schiavisti”. La Griffing iniziò anche a tenere conferenze itineranti sull'abolizonismo in tutto il West, diventando una delle più prolifiche oratrici antischiaviste della regione. Scrisse anche articoli per The Anti-Slavery Bugle, un giornale pubblicato a Salem, in Ohio.
I Griffing aprirono la loro casa come fermata della Underground Railroad. Durante la Guerra Civile, la Griffing agì come agente occidentale della Women's Loyal National League, un'organizzazione femminista che lavorava per mettere fuori legge la schiavitù in ogni Stato.

## Aiutare i liberti
Durante la Guerra Civile, Griffing rimase colpita dalla situazione degli schiavi appena liberati, in particolare di quelli che stavano fuggendo verso Washington. Determinata ad aiutare i liberti ad avere un posto stabile, la Griffing e le sue tre figlie si trasferirono a Washington, nel 1864, mentre il marito rimase in Ohio. Il motivo per cui il marito rimase indietro è imprecisato.
La Griffing divenne agente della National Freedmen's Relief Association del Distretto di Columbia, dove aprì due scuole industriali per le donne liberate allo scopo di insegnare loro abilità commerciabili come il cucito. Queste scuole erano anche progettate per inculcare alle donne liberate i valori della classe media bianca del Nord. Secondo le parole della Griffing, "la scuola industriale offre un'opportunità di istruzione nelle scienze sociali e nelle relazioni domestiche, oltre che nelle forme più elevate dell'industria, e si osserva un netto cambiamento nell'ordine personale, nelle buone maniere e nel controllo e gestione dei bambini piccoli, che alcune delle madri erano obbligate a portare con sé nelle stanze". Durante la sua permanenza a Washington, la Griffing usò anche la sua influenza politica per fare pressioni sui membri del Congresso per ottenere più aiuti diretti per gli ex schiavi di Washington. Grazie alle sue pressioni sui membri repubblicani radicali del Congresso, come Benjamin Wade e Charles Sumner. Ebbe un ruolo fondamentale nell'istituire il Bureau of Refugees, Freedmen, and Abandoned Lands (Ufficio dei rifugiati, dei liberati e delle zone abbandonate), più comunemente noto come Freedmen's Bureau (Ufficio dei liberati). Nel giugno 1865, come ricompensa per il suo lavoro nel contribuire alla creazione del Freedmen's Bureau, il commissario Oliver Otis Howard nominò la Griffing assistente dell'assistente del commissario per Washington.
Nonostante l'importanza della Griffing all'interno del Freedmen's Bureau, lei e i leader maschili dell'organizzazione erano spesso in conflitto sul modo migliore di aiutare i liberti di Washington. Griffing sosteneva che i liberti avevano bisogno di aiuti diretti, come cibo, vestiti e carbone, e che gli obiettivi principali del Bureau dovevano essere quelli di fornire aiuti materiali a coloro che vivevano a Washington. Questi aiuti, secondo lei, erano necessari affinché i liberti potessero diventare finanziariamente stabili e, una volta ottenuto ciò, potessero ottenere un lavoro e mantenersi da soli. Tuttavia, gli uomini impegnati nelle organizzazioni di aiuto ai liberti non erano d'accordo con le affermazioni della Griffing. Spesso sostenevano gli ideali della manodopera libera; questi uomini incoraggiavano l'autosufficienza e la firma di contratti di lavoro in modo che i liberti potessero sopravvivere finanziariamente senza assistenza il più rapidamente possibile. In particolare, parlò apertamente della mancanza di aiuti diretti, affermando che 20.000 liberti a Washington stavano soffrendo per la mancanza di razioni e provviste e che gli uomini del Bureau non li avrebbero aiutati. Gli agenti del Bureau smentirono la sua dichiarazione, nonostante le prove a sostegno della sua tesi. Nel novembre 1865 il commissario Howard revocò la nomina di Griffing a causa di questi conflitti, affermando che “il Bureau non ha ricevuto alcun fondo dalla signora Griffing e non si assume la responsabilità delle raccolte che sta facendo”.
Anche con questa battuta d'arresto, la Griffing continuò a contribuire a migliorare la vita dei liberti. Lavorò con i suoi contatti governativi per aiutare i liberati a trovare lavoro al nord, e a volte viaggiò con loro per assicurarsi che arrivassero sani e salvi. Il Freedmen's Bureau collaborò con lei in questo progetto, fornendo caserme nel Rhode Island, uffici a New York e fondi per l'affitto e altre spese necessarie. Nel 1867 lavorava nuovamente per il Freedmen's Bureau, questa volta come agente per i distretti di Capitol Hill e Washington Navy Yard. Durante il suo incarico, si batté per ottenere maggiori aiuti per i liberti e continuò ad adoperarsi per trovare lavoro agli afroamericani del nord. Si tenne anche in contatto con i suoi collaboratori nel governo federale e nelle organizzazioni private di assistenza per ottenere il maggior numero possibile di aiuti per gli indigenti di Washington. Lavorò come agente per il Freedmen's Bureau fino a quando questo non esaurì i fondi e fu costretto a interrompere gli aiuti alla fine del 1869. Continuò a lavorare per aiutare i liberti attraverso la National Freedmen's Aid Association of the District of Columbia fino alla sua morte nel 1872.

## Lavorare per i diritti delle donne
Oltre a lavorare per i liberti di Washington, Griffing fu anche un'attivista per i diritti delle donne. Negli anni Cinquanta dell'Ottocento, Griffing si impegnò nelle organizzazioni per i diritti delle donne, entrando in contatto con donne come Susan B. Anthony che l'avrebbero ispirata a lottare per i diritti delle donne e degli afroamericani. Nel corso degli anni Cinquanta dell'Ottocento, Griffing si unì a varie organizzazioni femministe, come l'Associazione per i diritti delle donne dell'Ohio, di cui divenne presidente nel 1853. Poco dopo il Proclama di emancipazione del presidente Abraham Lincoln nel 1863, la Griffing si unì alla Women's Loyal National League come conferenziera, dove contribuì a raccogliere migliaia di firme per una petizione antischiavista femminile che fu poi presentata al Congresso degli Stati Uniti da Charles Sumner. Fu anche attiva nel movimento per la temperanza, popolare tra molte attiviste femministe durante il XIX e l'inizio del XX secolo.
Mentre si trovava a Washington, la Griffing mantenne la sua dedizione ai diritti delle donne e alla causa del suffragio femminile. Nel 1866 contribuì a fondare l'American Equal Rights Association, il cui scopo era promuovere l'uguaglianza e il suffragio per tutte le persone, indipendentemente dalla razza o dal sesso; ne fu anche la prima vicepresidente. Nel 1867 divenne presidente dell'Associazione per il suffragio femminile del Distretto di Columbia, dove contribuì a monitorare le attività di suffragio a Washington. Nel 1869, insieme a Susan B. Anthony, Elizabeth Cady Stanton e altre importanti riformatrici, si unì al National American Woman Suffrage Association e ne fu la segretaria corrispondente.
Josephine Griffing morì nel 1872 a Washington, con una diagnosi di tubercolosi. All'epoca aveva 57 anni e le sopravvissero il marito e le tre figlie.

## Memorie
Il primo volume di History of Woman Suffrage, pubblicato nel 1881, recita: “QUESTI VOLUMI SONO AFFETTIVAMENTE ISCRITTI ALLA MEMORIA DI Mary Wollstonecraft, Frances Wright, Lucretia Mott, Harriet Martineau, Lydia Maria Child, Margaret Fuller, Sarah e Angelina Grimké, Josephine S. Griffing, Martha C. Wright, Harriot K. Hunt, M.D., Mariana W. Johnson, Alice e Phebe Carey, Ann Preston, M.D., Lydia Mott, Eliza W. Farnham, Lydia F. Fowler, M.D., Paulina Kellogg Wright Davis, LA CUI VITA E LE PAROLE CORAGGIOSE, NEL CHIEDERE DIRITTI POLITICI PER LE DONNE, SONO STATE, NELLA PREPARAZIONE DI QUESTE PAGINE, UNA ISPIRAZIONE COSTANTE PER GLI EDITORI”.